# Zloděj času
Zloděj času je fantasy román britského spisovatele Terry Pratchetta, 26. ze série Zeměplocha.

## Obsah
U slečny Oggové, která jednou bude nejlepší porodní bábou Zeměplochy, se objeví tajemná postava a žádá ji, aby se dostavila k porodu. Jenže ona ještě není nejlepší. Tajemný cizinec se tedy objeví za dalších dvacet let. A ona stále ještě není nejlepší. A zase uplyne dvacet let. A znovu se objeví tajemná postava a žádá Stařenku Oggovou, aby šla k porodu. Ona je nejlepší a proto jde. I když jí připadá zvláštní, že sníh na ramenou cizince byl stále stejný.
Jeremiáš Tikal nikdy nepoznal své rodiče. Jako novorozeně ho jednou našli hodináři z Cechu hodinářů před svým prahem v Ankh-Morporku a jak bylo zvykem, ujali se ho a vychovali. Stal se hodinářem. Jeremiáše nezajímalo nic, co se netýkalo hodin nebo času. Miloval přesnost a nesnášel zpoždění (hodiny, které neukazují přesný čas jsou… špatné). Proto když obdrží zakázku od tajemné Lady LeJeanové; vytvořit absolutně přesné hodiny. Skleněné hodiny.
Slečna Zuzana Stohelitská je učitelka a učení ji baví. Proto nerada vidí, když se objeví Krysí Smrť s žádostí, aby navštívila svého dědečka. Zuzaniným dědečkem je Smrť. Ten jí oznámí, že se objevili Auditoři Reality, kteří se snaží zničit lidstvo, neboť vybočuje z vesmírných pravidel. Chtějí zastavit čas. Pomoci jim v tom má někdo, kdo k tomu má všechny předpoklady: Čas junior. Zuzana ho má najít a zastavení času mu zabránit. Smrť má však na práci jiné věci.
V klášteře Oi Dong sídlí Mnichové historie starající se o to, aby Čas plynul vždy správně. Zde se objevuje nový, podivný žák, Lobsang Louda, který umí od přirozenosti s Časem provádět takové věci, které se ostatní mniši musí učit celý život. Na výchovu ho dostane Metař Lu-Tze, který mu pomáhá najít svou pravou Cestu. I v klášteře se objeví znamení, že s Časem se děje něco špatného. Lu-Tze a Lobsang se vydávají do Ankh-Morporku vše vyřešit.
Skleněné hodiny jsou před dokončením, ale Lady LeJeanová (která je ve skutečnosti zhmotněním jednoho z Auditorů) se je rozhodne na poslední chvíli zničit, neboť se jí v novém těle zalíbilo a zalíbil se jí i Jeremiáš. Další z Auditorů, kteří již také mají svá těla, jí v tom ale zabrání. Absolutně přesné skleněné hodiny jsou spuštěny a Čas se zastaví. Vše ustrne, kromě Lu-Tzeho a Lobsanga, kteří „jedou“ na záložní čas a Zuzany, která je skoro člověk a tak se umí pohybovat i mimo čas. Vše je náhle zaplaveno Auditory reality, kteří všechno pečlivě měří a váží. Proti nim se postaví Zuzana společně s Lobsangem. Jedinou zbraní, která na Auditory účinkuje jsou čokoládové bonbóny, neboť něco tak chuťově úžasného se nedá změřit a zvážit a Auditoři se jeden po druhém rozplývají. Konec světa nastal a tak se Smrť pokouší dát dohromady starou partu: Válku, Nákazu a Hladomor. Jenomže Válka se oženil a jak říká paní Válková, při Apokalypse se vždycky nachladí, Hladomor se nehodlá angažovat ve věci, ve které by byl jen do počtu a Nákaza se bojí. Nakonec se ale nechají přemluvit a všichni, Smrť, Hladomor, Nákaza a Válka vyrazí do Apokalypsy proti Auditorům. A s nimi i pátý z jezdců Chaos, (ten není tolik známý, neboť od nich odešel před tím, než začali být slavní jako Jezdci z Apokalypsy).
V průběhu boje proti Auditorům se ukáže, že Čas měla syna. Tím jsou zároveň Jeremiáš i Lobsang. Po vítězství se „spojí“ v jednoho Lobsanga, společně se Zuzanou zničí skleněné hodiny a nastoupí na místo Času po své matce, která jde do důchodu. Zuzana pak se vrací zpátky do školy a Metař Lu-Tze zpět do chrámu.

## Důležité postavy
- Lu-Tze - metař a mnich historie
- Jeremiáš Tikal - hodinář, konstruktér skleněných hodin, syn Času a součást Lobsanga Loudy
- Lobsang Louda - Lu-Tzeho učedník, syn Času a součást Jeremiáše Tikala
- Zuzana Stohelitská - Smrťova vnučka
- Smrť, Hladomor, Nákaza, Válka a Rolandek Soak - Jezdci z Apokalypsy
- Wen Věčněžasnoucí - objevitel faktu, že čas se dá tvarovat a natahovat a ohýbat tak, aby okamžik trval celou věčnost, Jeremiášův/Lobsangův otec
- Čas - matka Jeremiáše/Lobsanga
- Lady LeJeanová - zhmotnění Auditora, které se nakonec přidá na stranu lidí